# Карпанцано
Карпанца̀но (на италиански: Carpanzano) е село и община в Южна Италия, провинция Козенца, регион Калабрия. Разположено е на 600 m надморска височина. Населението на общината е 281 души (към 2012 г.).